# تعويض تنفيذي
التعويض التنفيذي كما تُعرف باسم دفع الأجر التنفيذي يتكوّن من تعويض ماليّ ومكافآت أخرى غير ماليّة يتلقاها مدير تنفيذي من قبل شركته مقابل الخدمات التي يقدّمها للمؤسسة. يكون عادةً مزيجًا من الراتب والعلاوات أو عقود مالية أو أسهم مالية من أسهم الشركة وامتيازاتها الإضافية، وتوضع عادةً مع الأخذ بعين الاعتبار مراعاة القوانين الحكومية وقوانين الضرائب ورغبات الشركة والمدير التنفيذي والمكافآت على الأداء.
شهدت العقود الثلاثة ابتداءً من ثمانينيات القرن العشرين في الولايات المتحدة ارتفاعاً مُفاجئاً في التعويض التنفيذي مُقارنةً بمتوسط أجر العامل، وارتفاعًا بدرجةٍ أقل في عدد من البلدان الأخرى. يختلف المُراقبون فيما إذا كان هذا الارتفاع نتيجةً طبيعيّةً أو مفيدةً للمنافسة على مواهب المهن التجارية القليلة التي يمكن أن تعطي أهمية كبيرة لمالكي الأسهم في الشركات الكبيرة أم أنها ظاهرة ضارّة اجتماعياً ناجمة عن التغييرات الاجتماعية والسياسية التي منحت المدراء التنفيذيّين سيطرة أكبر على أجورهم الخاصة. أشارت الدراسات الحديثة إلى أنّه من الأفضل أن يكون التعويض التنفيذيّ مُترافقاً مع تحقيق أهداف اجتماعية (مثل أهداف الصحة العامة). يُعتبر دفع الأجور التنفيذية جزءاً مهماً من حوكمة الشركات ويُحدّد غالباً من قبل مجلس إدارة الشركة.

## الأنواع
يوجد ستة أدوات أساسية للتعويض والمُكافآت هي:
- الراتب.
- الحوافز قصيرة الأمد وتُعرف أيضاً بالعلاوات.
- برامج الحوافز طويلة الأمد.
- استحقاقات الموظّفين.
- المصاريف المدفوعة «مُخصّصات إضافيّة».
- التأمين.

يتلقّى الرّئيس التنفيذي والمدراء التنفيذيون في الشركات الحديثة رواتبهم بالإضافة إلى حوافز قصيرة الأمد أو علاوات. يُسمى هذا المزيج بالتعويض النقدي الإجمالي «تي سي سي». تُطبّق الحوافز قصيرة الأمد عادةً وفق خطة وترتبط ببعض معايير الأداء المُعتمِدة على دور المدير التنفيذي. على سبيل المثال، يمكن أن تعتمد علاوات مدير المبيعات المُرتبطة بالأداء على إجمالي حركة الواردات التزايديّة، ويمكن أن تعتمد علاوات الرئيس التنفيذي على الأرباح التزايديّة ونموّ الإيرادات. لا تسير العلاوات وفق خطّة وهي تقديريّة غالباً. يُمكن أن يُعوّض المدراء التنفيذيون بمزيج نقدي وأسهم من الشركة التي تخضع دائماً لقيود الاستحقاق «حوافز على المدى الطويل». حتّى تُعتبر حوافز طويلة الأمد يجب أن تكون فترة القياس أكثر من سنة واحدة(3-5 سنوات عادةً). يُشير مصطلح الاستحقاق إلى الفترة الزمنية السابقة لامتلاك المُستفيد الحق بنقل الأسهم أو تحويلها إلى نقد. يمكن أن يعتمد الاستحقاق على الوقت أو الأداء أو كليهما. على سبيل المثال يمكن أن يتقاضى الرئيس التنفيذي مليون نقداً ومليون في أسهم الشّركة (والأسهم تشتري عقود الاختيار الماليّة المُستخدمة). يمكن أن يحدث الاستحقاق بطريقتين: «الاستحقاق المشروط» (استحقاق يحصل على تاريخ واحد)، و«الاستحقاق المُتدرّج» (الذي يحصل على مدى فترة زمنية) والذي يمكن أن يكون «مُنتظم» (مثال 20% من استحقاق خيارات الأسهم كل سنة على مدى خمس سنوات) أو «غير مُنتظم» (مثال، 20% و30% و50% من استحقاق خيارات الأسهم كل سنة لمدة الثّلاث سنوات التالية). يمكن أن تتضمّن حزمة التعويض التنفيذيّ مكوّنات أخرى مثل الفوائد وخطّة تقاعد سخيّة وتأمين صحّي وسيارة ليموزين مع سائق وطائرة نفّاثة خاصة وقروض دون فوائد لشراء للسكن.

### عقود خيارات الأسهم
ارتفعت أجور عقود خيارات الأسهم للمدراء التنفيذيّين تدريجيّاً في الولايات المُتّحدة بعد الدّعم العلمي الذي قدّمه الأساتذة في جامعة شيكاغو مايكل سي.جنسن وكيفين جي.مورفي من خلال منشوراتهم في مجلّة هارفارد الاقتصاديّة عام 1990 والدّعم من قبل هيئات الاستثمار ووول ستريت، إذ أقرّ الكونغرس قانون يجعل دفع أجور المُدراء التنفيذيّين في أسهم الشركة أكثر فعاليّة.
يقول داعمي عقود خيارات الأسهم أنهم يربطون مصالح الرؤساء التنفيذيّين مع مصالح مالكي الأسهم بما أنّ عقود الخيارات الماليّة تكون ذات قيمة فقط إذا بقي سعر السهم أعلى من سعر ممارسة العقد. تُعتبر عقود خيارات الأسهم حالياً كنفقات للشركة (غير نقديّة) تؤثر على بيان دخل الشركة وتجعل توزيع خيارات الأسهم أكثر شفافيّة  بالنسبة لمالكي الأسهم. يعتبر منتقدو خيارات الأسهم أنها تُمنح دون مبرّر إذ إنه لا يوجد سبب وجيه لربط مصالح الرؤساء التنفيذيّين مع مصالح مالكي الأسهم. تُشير الأدلّة التجريبيّة إلى أنّه بسبب الاستخدام الواسع لعقود خيارات الأسهم ارتفعت الأجور التنفيذيّة للعاملين بشكل تدريجيّ. علاوة على ذلك، ساهمت عقود خيارات الأسهم في فضائح التلاعب المُحاسبي في أواخر تسعينيات القرن العشرين وتجاوزات مثل تسجيل منح عقود الخيارات في وقت سابق. في النهاية، بيّن الباحثون أن العلاقات بين خيارات الأسهم التنفيذيّة وعمليات إعادة شراء الأسهم تدلّ على أنّ المدراء التنفيذيّين يستخدمون الموارد المؤسّسية لرفع أسعار الأسهم قبل استخدام عقودهم.
تُحفّز عقود خيارات الأسهم المدراء التنفيذيين أيضاً على المشاركة في السلوكيات السّاعية إلى المُخاطرة. ذلك لأن قيمة عقد خيار الشراء تزداد مع زيادة التقلبات (اقرأ عن تسعير عقود الخيارات). تمثّل عقود خيارات الأسهم أيضاً احتمالاً لمكسب تصاعدي للمدير التنفيذي (إذا تصاعد سعر السهم)، لكن لا يوجد خطر هبوط للمكسب (إذا هبط سعر السّهم لا تتم ممارسة العقد ببساطة). لذلك يمكن أن تُحفّز عقود خيارات الأسهم السلوك الزائد للمخاطرة الذي يمكن أن يسبّب فشل مؤسّسي هائل للشركات.

### الأسهم المُقيّدة
يُعوّض المدراء التنفيذيون بِسهم مُقيّد أيضاً، والذي هو عبارة عن سهم يُعطى لمُدير تنفيذي لكن لا يمكن بيعه حتى تتحقّق شروط مُعيّنة ويمتلك قيمة سعر السوق للسهم في وقت منحه. مع انخفاض منح عقود خيارات الأسهم ازداد عدد الشركات التي تمنح أسهم مُقيّدة سواء كان مع عقد خيارات أسهم أو بدلاً منها. لدى الأسهم المقيدة منتقديها الخاصين أيضاً إذ إنها تمتلك قيمة حتى عندما يهبط سعر السّهم. تُضيف الشركات مميزات لنوع الأداء الممنوح كبديل للسهم المقيد المُستحق. هذا المنح الذي يمكن أن نسمّيه «أسهم الأداء» لا يُستحق أو لا يُمنح حتى تتحقّق هذه الشروط. يمكن أن تُكتسب شروط الأداء هذه من أجل كل سهم أو من أجل أهداف ماليّة داخلية.

## المستويات
ترتفع مستويات التعويض في جميع البلدين بشكل تدريجي على مدى العقود الماضية. لا ترتفع فقط بالقيمة المطلقة ولكن ترتفع بالقيم النسبية أيضاً. الرؤساء التنفيذيون والمُدراء الماليّون الأعلى أجراً في عام 2007 كانوا أمريكيين. كانت عائداتهم أكثر بأربعمئة مرة من العملاء العاديين- وهي فجوة أكبر بعشرين مرة مما كانت عليه في عام 1965. كان الرئيس التنفيذي الأعلى أجراً في عام 2010 هو فيليب بّي.دومان رئيس شركة فياكوم بأجر 84.5 مليون دولار. تمتلك الولايات المتحدة أعلى تعويض لرئيس تنفيذي في العالم بالنسبة لعمّال التصنيع والإنتاج. وفقاً لتقييمات عام 2005 فإن نسبة أجر الرؤساء التنفيذيين إلى أجر عمّال الإنتاج هي 39:1 مقارنةً بنسبة 31.8:1 في المملكة المتّحدة، ونسبة 25.9:1 في إيطاليا ونسبة 24.9:1 في نيوزلندا.